# Spån (arkeologi)
Denna artikel behandlar det arkeologiska föremålet, för andra betydelser se Spån.

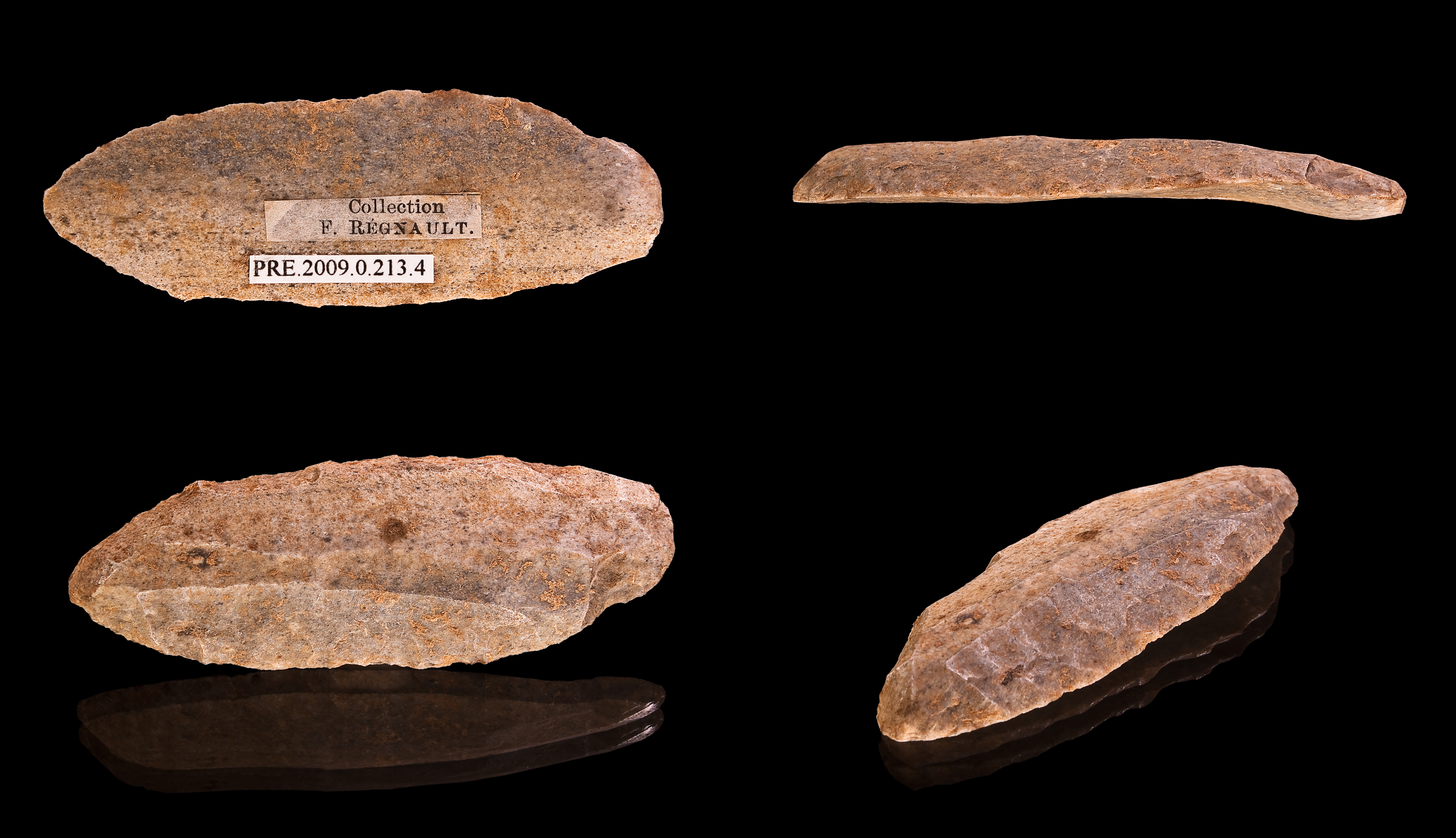
Ett spån

Ett spån är ett långsmalt avslag som har parallella eller subparallella sidoeggar. På dorsalsidan finns minst två avspaltningsnegativ. Ibland används även beteckningen makrospån för ett vanligt spån, för att skilja dem från mikrospån (se nedan).
Spån användes under stenåldern som basmaterial för flera olika typer av mindre föremål, till exempel spånborrar, spånknivar, spånpilspetsar, snedpilar, tvärpilar eller spånskrapor. I norra Europa tillverkas spån mestadels av flinta. På andra platser används andra liknande bergarter, som till exempel obsidian.
Bra spånteknik innebär att spånet är jämnbrett och har två raka eggar. Spån slås från en kärna som ofta prepareras noggrant för att önskat resultat skall kunna uppnås. För att falla under definitionen "spån" måste avslaget vara minst dubbelt så långt som det är brett.

## Mikrospån
Mikrospån är ett litet smalt spån cirka 3–5 cm långt och enligt en vanlig definition maximalt 8 (eller 10 mm) brett. Vanligen trycks mikrospånet loss med en tryckstock. Mikrospånet är utgångspunkt för tillverkning av mikroliter av olika slag.

## Eldslagningsflinta
Eldslagningsflinta är ett kraftigt spån vars båda ändar från början var rakt avslagna, men som blivit tillspetsade och avnötta genom användning. Vanligt förekommande på boplatser och i gravar från yngre stenåldern och bronsåldern.